# Mary Jane Kelly

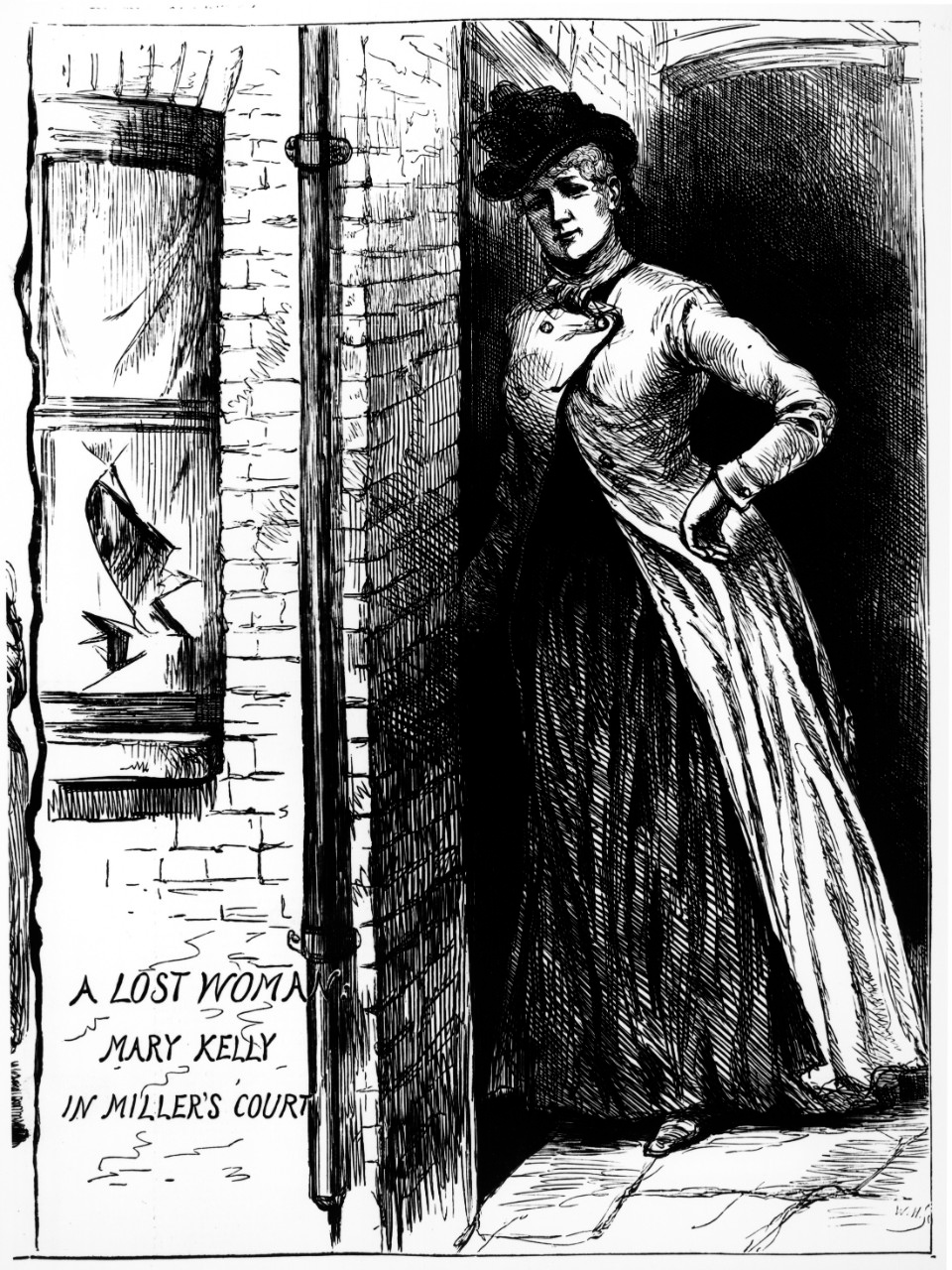
Eine verlorene Frau – Mary Jane Kelly auf einer zeitgenössischen Grafik aus der Berichterstattung über die Rippermorde

Mary Jane Kelly (* 1863; † 9. November 1888 in Whitechapel, London) gilt als das fünfte Opfer der dem Serienmörder Jack the Ripper zugeschriebenen Mordserie im Jahre 1888.

## Allgemeines
Mary Jane Kelly war zum Zeitpunkt ihres Todes 25 Jahre alt und verarmt.
Berichte aus dieser Zeit schätzten ihre Körpergröße auf 1,70 Meter. Die Angaben über ihre Haarfarbe sind widersprüchlich. In Berichten wird sie sowohl als blond als auch als rothaarig bezeichnet. Einige Zeitungen behaupteten, Kellys Spitzname sei aufgrund ihrer rötlich-braunen beziehungsweise rötlich-gelben (engl. ginger) Haare „Ginger“ gewesen. Allerdings ist auch dies nicht belegt. Ihre Augenfarbe war blau. Melville Macnaghten von der Londoner Polizei berichtete, dass Kelly als vergleichsweise ansehnlich und attraktiv nach den Maßstäben jener Zeit bekannt war. Außerdem soll sie fließend Walisisch gesprochen haben.

## Früheres Leben
Im Vergleich zu den anderen Opfern des Frauenmörders ist die Herkunft von Kelly unklar und nicht dokumentiert. Vieles wurde möglicherweise beschönigt. Nach Angaben von Joseph Barnett, mit dem sie in der letzten Zeit vor ihrem Tod zusammenlebte, hatte Kelly ihm erzählt, dass sie in Limerick, Irland, geboren worden war. Ob damit das County oder die Stadt gemeint war, ist nicht bekannt. Ihre Familie zog um 1863 nach Wales, als Kelly noch jung war.
Barnett berichtete, dass Kelly ihm erzählt habe, ihr Vater heiße John Kelly und arbeite in den Eisenhüttenwerken, angeblich entweder im Landkreis Caernarfonshire oder Carmarthenshire. Barnett erinnerte sich, dass Kelly erwähnte, sechs oder sieben Brüder und zumindest eine Schwester zu haben. Ein Bruder namens Henry Kelly hat vermutlich im 2. Bataillon der Scots Guards gedient. Ihrer persönlichen Freundin Lizzie Albrook teilte sie mit, dass ein Familienmitglied bei der Londoner Theaterbühne angestellt sei. Kellys Vermieter, John McCarthy (* 1851; † 16. Juni 1934), behauptete, dass sie bis 1888 selten Post von ihrer Mutter in Irland erhalten habe. Dies wurde jedoch durch Barnett bestritten.
Sowohl Barnett als auch die frühere Mitbewohnerin Carthy behaupteten, Kelly sei aus einer besser verdienenden Familie gekommen. Carthy bezeichnete Kelly zudem als „eine ausgezeichnete Schülerin und eine Künstlerin von beachtlichem Ausmaß“ (orig. an excellent scholar and an artist of no mean degree).

## Ehe und Kinder
Mary Jane Kelly soll um 1879 mit einem Grubenarbeiter namens Davies verheiratet gewesen sein, der zwei oder drei Jahre später bei einer Explosion in einer Mine getötet wurde. Kein Forscher war bisher in der Lage, die Richtigkeit dieser Angabe zu belegen.
Ein Londoner Zeitungsbericht aus dem Jahre 1888 über Kelly berichtet, dass sie Mutter war. Es wird daher vielfach angenommen, dass sie in der Zeit zwischen 1879 und 1882 einen Sohn zur Welt brachte. Viele Quellen halten den Zeitungsbericht für zweifelhaft, zumal dieser einige Tatsachenfehler enthielt.

## Ihr Leben in London
Eine Weile soll Kelly bei einem Cousin bzw. einer Cousine in Cardiff gelebt haben. Es wird angenommen, dass sie dort begann als Prostituierte zu arbeiten. Es gibt jedoch keine Urkunden über ihren Aufenthalt in Cardiff. Kelly behauptete selbst, die meiste Zeit während ihres Aufenthaltes in einem Krankenhaus verbracht zu haben.
Kelly verließ Cardiff anscheinend im Jahre 1884 und fand Arbeit in einem Bordell im wohlhabenderen West End von London. Ein Kunde soll sie nach Frankreich eingeladen haben. Sie kehrte jedoch schnell zurück, da sie ihr Leben dort nicht mochte. Trotzdem nannte sie sich nach dieser Erfahrung gerne Marie Jeanette Kelly.
Aus unbekannten Gründen zog es Kelly zum ärmeren East End von London. Dort soll sie mit einem Mann namens Morganstone in der Nähe der Gaswerke in Stepney und später mit dem Maurer Joe Flemming zusammengelebt haben.
Wenn Kelly betrunken war, hörte man sie entweder Irische Lieder singen oder sie wurde streitsüchtig und ausfallend.

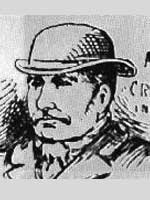
Joseph Barnett

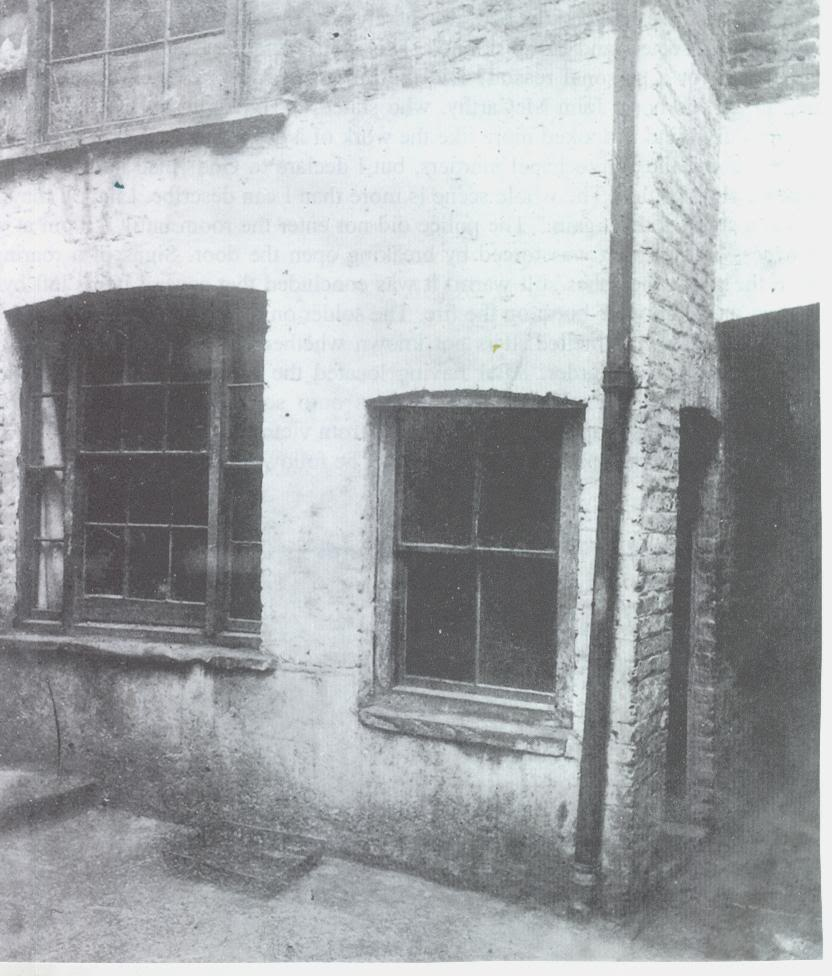
Miller’s Court No.13, Kellys letzte Unterkunft und Schauplatz des Verbrechens

Ihren letzten Lebensgefährten, Joseph Barnett, traf Kelly erstmals am 8. April 1887. Seit ihrem zweiten Treffen am 9. April 1887 lebten sie zusammen. Seit Beginn des Jahres 1888 lebten sie unter der Anschrift Nr. 13 Miller’s Court, an der Dorset Street in Spitalfields. Joseph Barnett war Fisch-Träger im Hafen. Als er aus seiner festen Anstellung entlassen wurde und versuchte, Geld als Träger auf dem Markt zu verdienen, wandte sich Kelly wieder der Prostitution zu. Zwischen den beiden kam es zum Streit, als Kelly ihr Zimmer mit einer anderen Prostituierten teilte. Am 30. Oktober 1888, mehr als eine Woche vor ihrem Tod, verließ Barnett sie daraufhin. Er besuchte sie aber weiterhin.
Über ihre Aktivitäten in der Dorset Street in den späten Stunden des 8. und den frühen Stunden des 9. November 1888 gibt es verschiedene Augenzeugenberichte. Barnett besuchte Kelly das letzte Mal am 8. November 1888 in der Zeit zwischen 19:30 und 19:45 Uhr. Er traf sie in Begleitung einer anderen Frau. Die Begleitung könnte entweder Lizzie Albrook oder Maria Harvey gewesen sein. Beide waren Freundinnen von Kelly. Barnett ging gegen 20:00 Uhr, um zu seiner Wohnung zurückzukehren und Whist zu spielen. Er spielte Karten, bis er gegen 0:30 Uhr zu Bett ging. Die Quellen sind sich unsicher, wo sich Kelly in den folgenden Stunden aufhielt. Nach einem unbestätigten Bericht hielt sie sich im Britannia Wirtshaus auf, wo sie in Begleitung von Elizabeth Foster trank.
Die Gefährtin und Prostituierte Mary Ann Cox berichtete, sie habe Kelly gegen 23:45 Uhr mit einem Mann nach Hause zurückkehren sehen. Cox wünschte Kelly eine gute Nacht. Diese erwiderte den Gruß und begann das Lied A Violet from Mother’s Grave (engl. „Ein Veilchen vom Grab der Mutter“) zu singen. Sie sang noch immer, als Cox gegen Mitternacht losging, um nach Kunden Ausschau zu halten. Kelly hörte wahrscheinlich mit dem Singen auf, als sie wenig später ein Fischgericht mit Kartoffeln aß.
Ihre über ihr lebende Nachbarin, Catherine Picket, fühlte sich gestört, als Kelly gegen 0:30 Uhr wieder mit dem Singen begann. Sie wollte sich beschweren, doch ihr Ehemann überzeugte sie, Kelly in Ruhe zu lassen. Gegen 1:00 Uhr nachts begann es zu regnen. Cox kehrte zurück, um sich einen Regenschirm zu holen. Zu diesem Zeitpunkt hörte sie Kelly noch immer singen.
Ein George Hutchinson berichtete, dass Kelly ihn gegen 2:00 Uhr traf und ihn um ein Darlehen bat. Er behauptete, pleite zu sein, und sah, wie Kelly einen „jüdisch aussehenden“ Kunden fand. Hutchinson gab der Polizei später eine äußerst detaillierte Beschreibung von diesem Mann, inklusive der Farbe seiner Wimpern. Kelly und dieser Mann begaben sich zu ihrem Zimmer. Hutchinson behauptete, er sei ihnen gefolgt, konnte dafür jedoch keinen Grund angeben. Er berichtete, er habe deren Gespräch vor der Tür belauscht. Kelly soll sich über ihr verlorenes Taschentuch beklagt und der Mann ihr eines von seinen eigenen, ein rotes Taschentuch, gegeben haben. Die Schilderung von Hutchinson wird heute von vielen Experten angezweifelt, da unter anderem die Dunkelheit der Nacht nur wenig Gelegenheit gab, derartige Details zu bemerken.
Cox kam gegen 3:00 Uhr zurück. Sie berichtete, dass kein Geräusch oder Licht aus Kellys Raum drang. In dieser Nacht litt Cox anscheinend unter Schlaflosigkeit. Sie gab an, in der gesamten Nacht Menschen in und aus dem Hof gehen gehört zu haben. Zudem meinte sie, gegen 5:45 Uhr gehört zu haben, wie jemand die Wohnung verließ. Die zwei Nachbarinnen Elizabeth Prater und Sarah Lewis berichteten, gegen 4:00 Uhr den schwachen Schrei „Mord!“ gehört zu haben. Sie werteten den Schrei jedoch als eine allgemeine Bemerkung.

## Die Entdeckung des Leichnams

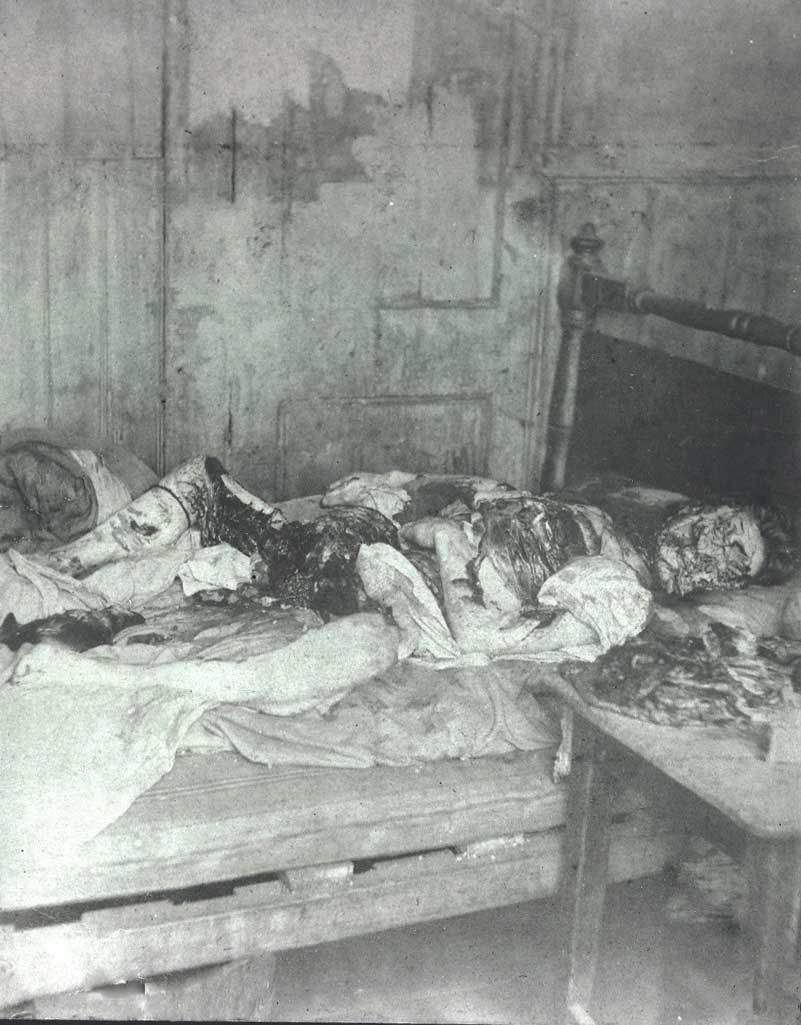
Die verstümmelte Leiche der ermordeten Mary Jane Kelly

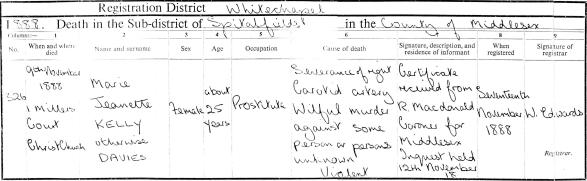
Der Totenschein für Mary „Jeanette“ Kelly

Am Morgen des Freitags, des 9. Novembers 1888, des jährlichen Tages der Feierlichkeiten zu Ehren des Londoner Bürgermeisters, schickte der Vermieter von Mary Jane Kelly seinen Gehilfen Thomas Bowyer, um die Miete abzuholen. Kelly war mit ihrer Miete einige Wochen im Rückstand. Bowyer klopfte an die Tür und erhielt keine Reaktion. Er griff durch ein zerbrochenes Fenster, schob einen Mantel beiseite, der als Vorhang diente, und spähte in das Zimmer hinein. Dort entdeckte er den grausam verstümmelten Leichnam.
Kelly wurde kurz nach 10:45 Uhr auf dem Bett in ihrem Zimmer gefunden. Die Kehle war durchschnitten, ihr Gesicht stark verstümmelt und ihr Brustkorb sowie ihr Unterleib aufgeschnitten. Viele ihrer inneren Organe waren entfernt worden und lagen verstreut im Raum. Von einigen ihrer Gliedmaßen und anderen Körperteilen war außerdem das Muskelfleisch abgeschnitten worden. Ihr Herz wurde nicht gefunden. Es wird vermutet, dass es vom Mörder mitgenommen, im Kamin verbrannt oder vielleicht gekocht und gegessen wurde. Aufgrund der Aussagen der Nachbarn, die von einem einzelnen Schrei in der Nacht berichteten, wird der Todeszeitpunkt auf 4:00 Uhr morgens geschätzt.
Eine Frau namens Caroline Maxwell behauptete, sie habe Kelly lebend gegen 8:30 Uhr auf der Straße gesehen. Sie gestand jedoch ein, sie erst ein- oder zweimal zuvor getroffen zu haben, und ihre Beschreibung passte nicht zu den Darstellungen derjenigen, die Kelly näher kannten. Der Schneider Maurice Lewis berichtete, er habe Kelly gegen 10:00 Uhr in der Kneipe gesehen. Beide Angaben wurden von der Polizei zurückgewiesen, da sie nicht zum festgestellten Todeszeitpunkt passten und sie an den angegebenen Orten niemanden finden konnten, der diese Angaben bestätigen konnte. Dabei waren an den angegebenen Orten viele Menschen unterwegs.
Der Leichnam von Kelly wurde durch Dr. Thomas Bond und Dr. George Bagster Phillips obduziert. Ihr Totenschein wurde am 17. November 1888 registriert. Darin wurde sie als „Marie Jeanette Kelly womöglich Davies“ (orig. Marie Jeanette Kelly otherwise Davies) benannt. Mary Jane Kelly wurde am 19. November 1888 auf dem römisch-katholischen Friedhof von Saint Patrick in Leytonstone beerdigt.
Eine Minderheit ist der Ansicht, dass Mary Jane Kelly wahrscheinlich nicht das Opfer desselben Mörders wie bei den anderen Whitechapel-Morden war. Begründet wird dies mit dem deutlich jüngeren Alter von Kelly im Vergleich zu den anderen Opfern. Kelly war ca. 25, die anderen Opfer über 40 Jahre alt. Die ihr zugefügten Verstümmelungen waren weit ausgeprägter und von anderer Art als bei den anderen Opfern. Zudem war sie das einzige Opfer, das abgeschieden in einem Zimmer statt im Freien getötet wurde. Der Mord an Kelly fand zudem erst fünf Wochen nach den früheren Morden statt. So wird teilweise angenommen, dass ihr Lebensgefährte Joseph Barnett der Mörder von Kelly wäre.
Der Mord an Mary Jane Kelly scheint andererseits jedoch in das Schema des Frauenmörders zu passen. Dafür sprechen die Zeit, die Tötungsart, die soziale Schicht des Opfers und vor allem die Annahme, dass der Frauenmörder mit jedem Mord stärkere Verstümmelungen an seinen Opfern vornahm. Der immer lautere öffentliche Aufschrei nach Schutz der Bevölkerung, Warnungen vor dem Mörder und getroffene Vorsichtsmaßnahmen nach den vorangegangenen Morden erschwerten es dem Täter unzweifelhaft, seine Verbrechen in der Öffentlichkeit auszuführen. In einem privaten Zimmer hatte er genug Zeit und Ruhe für weitaus umfassendere Verstümmelungen an seinem Opfer.

## Filmische Darstellung
Mary Jane Kelly wurde unter anderem in Filmen und Fernsehserien von den folgenden Schauspielerinnen verkörpert.
- Lysette Anthony, in: Jack the Ripper – Das Ungeheuer von London, 182 Minuten, Großbritannien 1988.
- Heather Graham, in: From Hell, 117 Minuten, USA 2001.

## Trivia
- Die Band Volbeat benannte eines ihrer Lieder auf ihrem Album Seal the Deal & Let’s Boogie nach Mary Jane Kelly.